# Baia di Bantry
La baia di Bantry (in inglese Bantry Bay; in irlandese Bá Bheanntraí) è una delle insenature maggiori della costa occidentale dell'Irlanda, situata nella parte sud-occidentale dell'isola e delimitata dalle due vaste penisole di Beara e Sheep's Head, nelle acque della contea di Cork.
La baia è lunga circa 35 km da nord-est a sud-ovest fino all'oceano Atlantico, ed approssimativamente larga dai 3 ai 4 km all'inizio, mentre circa all'entrata. All'interno contiene alcune isole, ma le uniche di dimensioni considerevoli sono Bere Island e Whiddy Island.
L'insenatura prende il nome dall'omonimo quanto rinomato centro abitato di Bantry.

## Geografia
La baia è un profondo attracco naturale, avente una delle più lunghe insenature dell'Irlanda del Nord, circondata dalla Beara Peninsula, che separa la baia di Bantry da quella di Kenmare. Il limite meridionale è la Penisola della testa di Pecora, che separa Bantry Bay dalla Dunmanus Bay. Le principali isole della baia sono Bere Island e Whiddy Island. Bere Island è situata vicino all'ingresso alla baia dal lato settentrionale, presso le rive del villaggio di Curryglass. La città di Rerrin è il maggior insediamento dell'isola. Il villaggio di Ballynakilla è anch'esso situato sull'isola. Whiddy Island è al capo dell'isola vicino alla costa sud. Si tratta del maggior terminale petrolifero per l'Irlanda, anche grazie alla particolare struttura del porto che è apparentemente edificato appositamente per l'ingresso delle grandi petrolifere. Il villaggio di Conoco possiede tuttora un punto d'estrazione, al largo delle sue coste.
Città e villaggi attorno alla baia comprendono: Adrigole, Bantry, Ballylickey, Cahermore, Cappanolsha, Castletownbere (Castletown Bearhaven), Curryglass, Foilakill, Gerahies e Glengarriff. Le strade principali che seguono parte della baia comprendono la R572 (parte del "Ring of Beara") e la N71. Il golf club di Bantry è situato nel capo Nord dell'Isola, affacciato a Whiddy Island. Il Castello di O'Sullivan Beara Dunboy è appena oltre il promontorio di Chorcher, mentre il maniero di Puxley si trova a Dunboy.

## Storia

### La ribellione del 1798

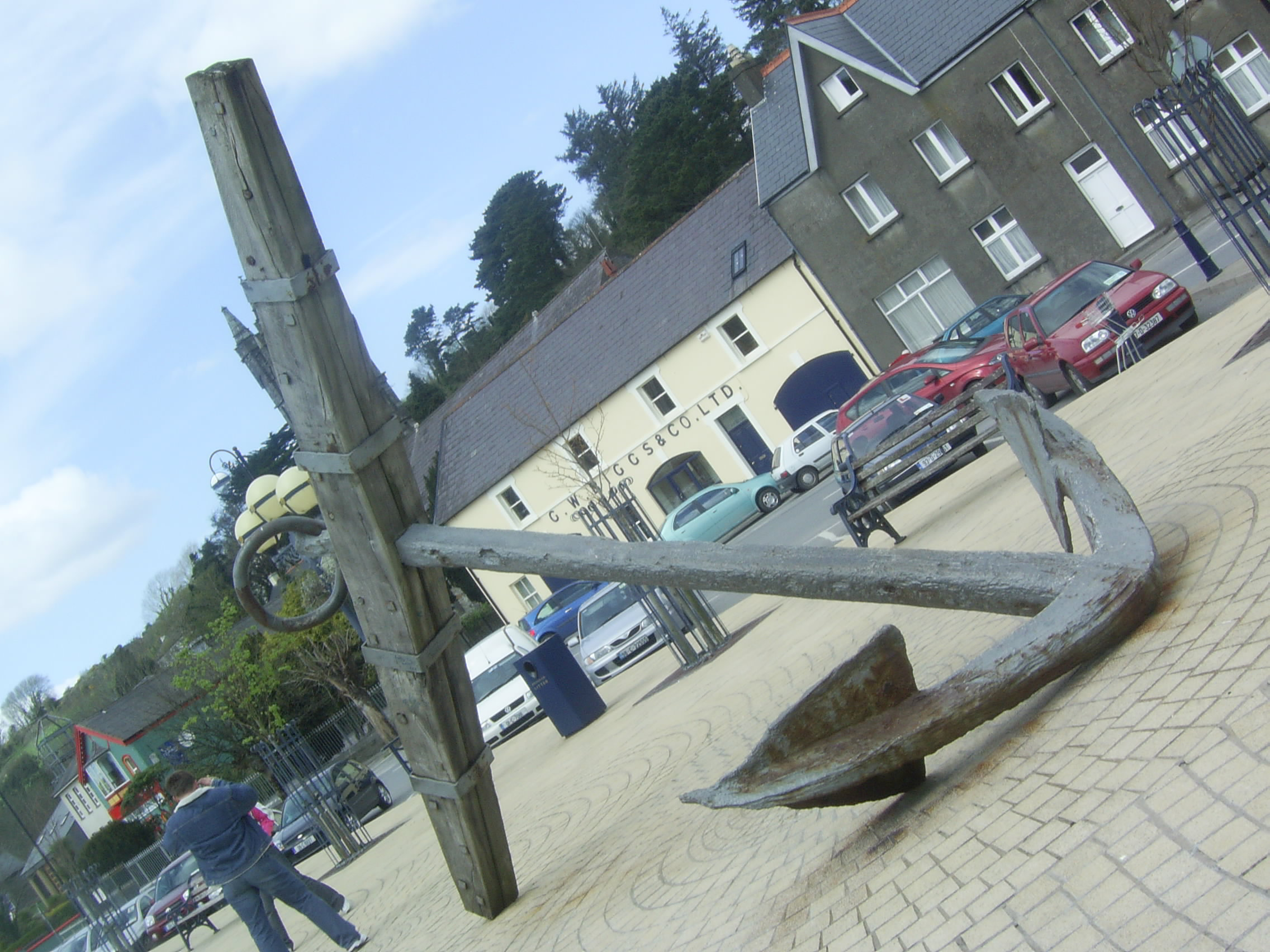
Anchor from the French Armada of 1796, discovered off northeast of Whiddy island, Bantry Bay, 1981

La città di Bantry, all'imbocco della baia, è associata alla rivolta irlandese del 1798 in quanto luogo dove un iniziale tentativo di sbarco per organizzare una rivolta fu fatto da una flotta Francese, capitanata da Wolfe Tone nel dicembre 1796. La flotta Francese forte di 43 navi che trasportavano 15000 soldati si divisero in gruppi più piccoli per evitare intercettazioni dalla Flotta Reale con ordine di raggrupparsi nella Baia di Bantry. Il grosso della flotta arrivò per tempo, ma molte navi, tra cui la portabandiera Fraternitè del Generale Hoche, arrivarono in ritardo. Aspettando il loro arrivo, il tempo si fece avversario e la mancanza del comandante, assieme alla possibilità di essere intrappolati, li fecero decidere di tornare in Francia. In memoria di questi eventi la piazza principale di Bantry porta il nome di "Wolfe Tone square".

### Bantry Longboat
È una lancia che fu usata in uno sbarco di ricognizione sul suolo francese durante la seconda guerra mondiale, e poi abbandonata nella Baia di Bantry fino al 1944, quando fu donata al Museo Nazionale Irlandese. Nel 1977 fu prestata all'Istituto Marittimo Irlandese che la espose nel Museo Marittimo Nazionale Irlandese (Dùn Laoghaire) fino al 2003. Al suo posto vi è ora un modello in scala. Fu restaurata presso il Museo di Liverpool per un costo totale di €50,000. Al momento è esposta nel Museo Nazionale Irlandese, nelle Collins Barracks, come parte dell'esposizione Soldiers and Chiefs. Sul modello di questa imbarcazione sono state realizzate in vari Paesi le cosiddette Iole di Bantry.

### Il disastro della Betelgeuse

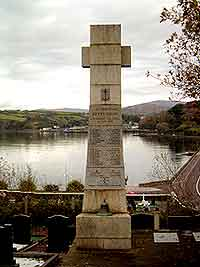
Betelgeuse memorial, St Finbarr's Church graveyard, Bantry - overlooking Bantry Harbour

L'8 gennaio 1979, 50 persone rimasero uccise quando la Betelgeuse, una petroliera francese che stava scaricando a Whiddy Island, prese fuoco, esplose, e si ruppe in tre pezzi.
La baia è stata soggetto di numerosi naufragi in questi anni. Nel 1981, mentre era in corso la pulizia del fondale mediante l'utilizzo di un sonar per togliere i pezzi della Betelgeuse, vennero trovati i resti di una fregata francese La surveillante, che affondò durante una tempesta al nord di Whiddy Island il 2 gennaio 1797.

## Dati geografici
- Latitudine: 51°42' N (51.700), Longitudine: 9°28' O (-8.533), codice UNCTAD: IEBYT